# 乌克兰苏维埃社会主义共和国人民委员会
乌克兰苏维埃社会主义共和国人民委员会（烏克蘭語：Рада Народних Комісарів УРСР）是1919年—1946年乌克兰苏维埃社会主义共和国的最高行政机构，在1919年—1938年间它对全乌克兰苏维埃代表大会负责，全乌克兰苏维埃代表大会闭会期间，它对全乌克兰苏维埃代表大会的常务机构——全乌克兰中央执行委员会负责。在1938年—1946年间它对乌克兰苏维埃社会主义共和国最高苏维埃负责，乌最高苏维埃闭会期间，它对乌最高苏维埃的常务机构——乌克兰苏维埃社会主义共和国最高苏维埃主席团负责。1946年，乌克兰苏维埃社会主义共和国人民委员会改组为乌克兰苏维埃社会主义共和国部长会议（烏克蘭語：Рада міністрів УРСР）。

## 历史
1917年3月（儒略历为2月）俄罗斯帝国爆发二月革命之后，在乌克兰的土地上，俄国布尔什维克与乌克兰民族主义者产生了激烈地斗争，1917年12月24日，苏维埃俄国的部队控制了哈尔科夫城，并在同一天召开了全乌克兰第一次苏维埃代表大会，大会选举出了乌克兰中央执行委员会，乌克兰中央执行委员会任命了乌克兰人民书记处，这是俄国布尔什维克在乌克兰建立的第一个政权。1918年初，德意志帝国与奥匈帝国开始向苏维埃俄国发动大规模进攻，1918年3月，俄国红军被驱逐出乌克兰，俄国布尔什维克在乌克兰第一次建立政权的努力失败。
1918年11月11日，德意志帝国战败投降，苏维埃俄国于11月13日宣布废除布列斯特-立陶夫斯克条约，俄国布尔什维克的势力开始重新进入乌克兰，1918年11月28日，俄国布尔什维克建立了乌克兰工农政府，1919年1月29日乌克兰工农政府被改组为乌克兰苏维埃社会主义共和国人民委员会。
1946年，乌克兰苏维埃社会主义共和国人民委员会更名为乌克兰苏维埃社会主义共和国部长会议。

## 历任主席
| 头像 | 姓名                                 | 任职时间                     |
| ---- | ------------------------------------ | ---------------------------- |
|      | 赫里斯季安·格奥尔吉耶维奇·拉科夫斯基 | 1919年1月-1923年7月          |
|      | 弗拉斯·雅科夫列维奇·丘巴尔           | 1923年7月-1934年4月          |
|      | 帕纳斯·彼得诺维奇·卢布琴科           | 1934年4月-1937年8月          |
|      | 弗拉基米尔·伊里奇·邦达连科           | 1937年8月-1937年10月         |
|      | 尼古拉·马卡洛维奇·马奇克             | 1937年10月-1938年2月（代理） |
|      | 杰米扬·谢尔盖耶维奇·科罗琴科         | 1938年2月 - 1939年7月        |
|      | 列昂尼德·科尼叶茨                    | 1939年7月-1944年2月          |
|      | 尼基塔·谢尔盖耶维奇·赫鲁晓夫         | 1944年2月 - 1946年3月        |